# Ryd (naturreservat)
Ryd är ett naturreservat i Mörbylånga kommun i Kalmar län.
Området är naturskyddat sedan 2001 och är 61 hektar stort. Reservatet ligger mellan byarna Kvigerälla, Brostorp, Ryd och Gillsättra och består mest av ädellövskog med ek, ask och alm.